# Ілемійський трикутник

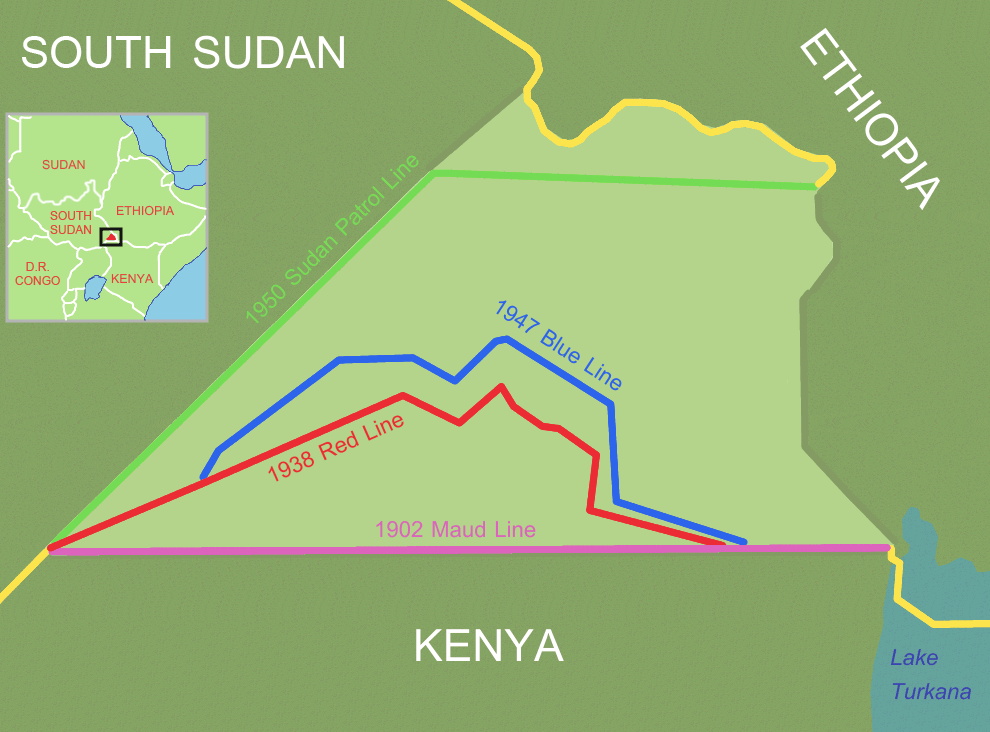
Карта Трикутника Ілемі: 1938 «червона лінія», 1947 «синя линія» Офіційно визнаний Суданом в 1950 кордон (зелений).

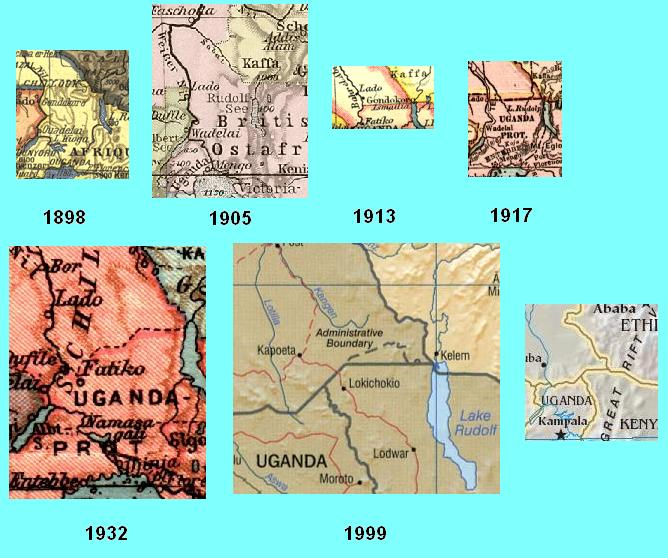
Ілемійський трикутник на різних картах

Ілемійський трикутник, Трикутник Ілемі — ділянка спірної території в Східній Африці. Приблизна площа території між 10 320 і 14 000 км². Названа на честь вождя народу ануак Ілемі Аквона. На територію трикутника претендують Кенія, Ефіопія та з 2011-го — Південний Судан. Станом на початок 21-го сторіччя де-факто територію контролює Кенія. Суперечка виникла внаслідок нечітких формулювань колоніальних договорів, що мали визначити шляхи пересування туркана — кочівників, які були жителями цього регіону. Маргінальність регіону, а також постійна нестабільність затримали вирішення суперечки.

## Населення
Кочовища туркана на території між Південним Суданом і Кенією були вразливими для нападів з боку навколишніх народів. Інші народи цієї області дідінга та топаса у Південному Судані та ньянгатом (Inyangatom), які кочують між Південним Суданом і Ефіопією, а також народ даасанах, що живе на схід від трикутника в Ефіопії, здавна здійснювали збройні набіги на тваринницькі угіддя один одного. Якщо в минулому використовувалася традиційна зброя, то починаючи з XIX століття поширеним явищем стали набіги із застосуванням вогнепальної зброї.